# Masloševo
Masloševo (cyr. Маслошево) – wieś w Serbii, w okręgu szumadijskim, w mieście Kragujevac. W 2011 roku liczyła 436 mieszkańców.